# Bretz Filmes
Bretz Filmes é uma distribuidora de filmes criada em 1990 por Luiz Ernesto Bretz. Em 2011, a Bretz Filmes passou atuar no mercado nacional e internacional, e em 2015 passou a também distribuir filmes independentes. Em 2020 foi uma das distribuidoras de cinema apoiadoras do Festival Varilux de Cinema Francês. Ao longo da história, a Bretz Filmes comercializou filmes em associação com a Pagu Pictures, Videofilmes, Afinal Filmes e MyMama.